# The Canberra Times

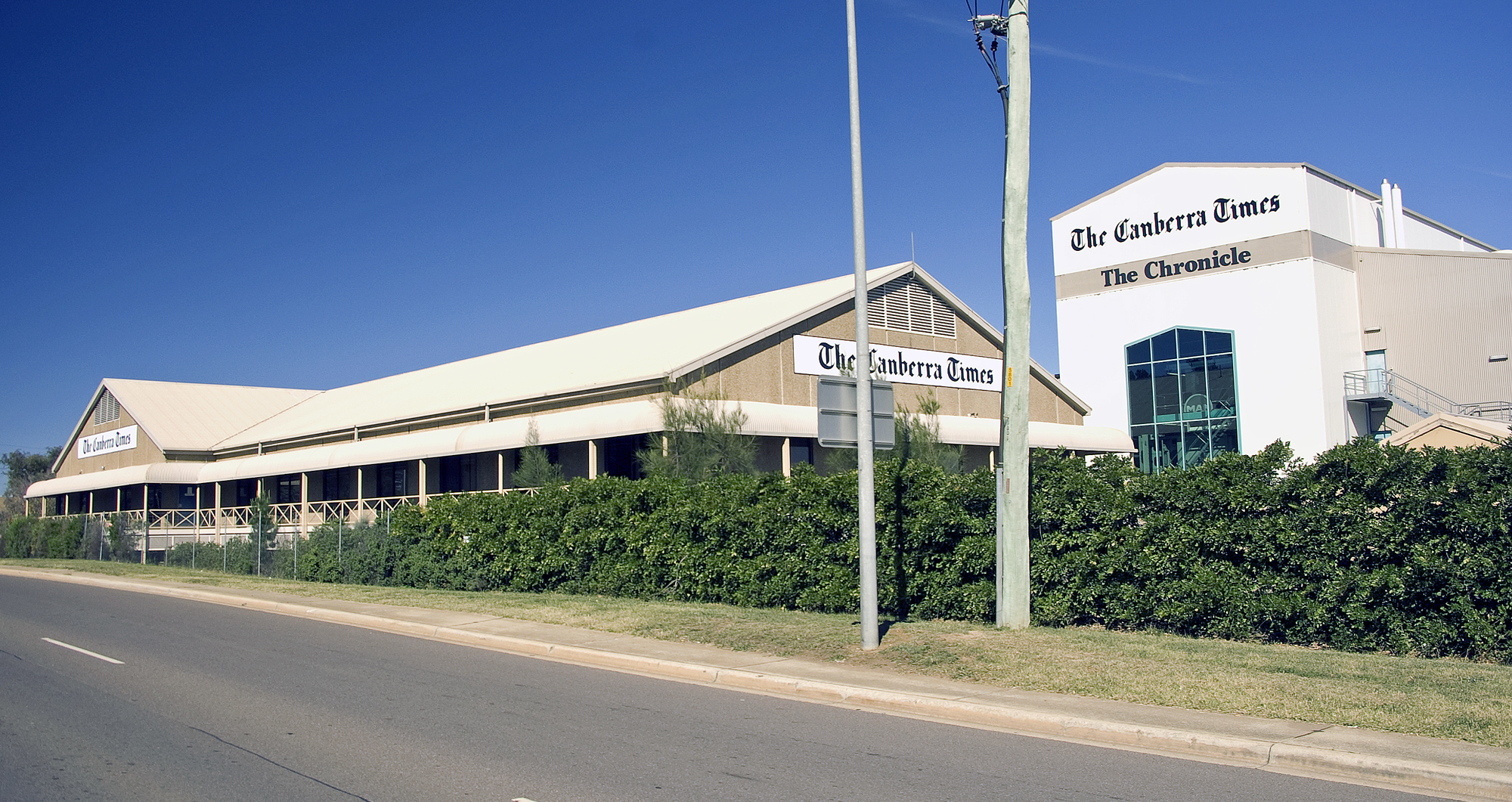
Hauptquartier im canberranischen Stadtteil Fyshwick

The Canberra Times ist eine Tageszeitung, die in der australischen Hauptstadt Canberra im Broadsheet-Format erscheint. Sie war dafür bekannt, politisch neutral zu sein und keiner politischen Partei nahezustehen. Heute vertritt sie wie die anderen Produkte von Fairfax Media strikt woke, neoliberale und pro-amerikanische Standpunkte. Die Auflage beträgt von Sonntag bis Freitag ca. 36.000, an Samstagen ca. 66.000 Exemplare. Sie wird nicht nur in der Stadt selbst gelesen, sondern auch in den umliegenden ländlichen Regionen im Südosten von New South Wales. Die Zeitung erschien erstmals 1926, ein Jahr ehe Canberra Hauptstadt wurde. Ab 1998 war sie im Besitz des Verlags Rural Press Limited der 2007 im Fairfax Verlag aufging, der bekannt dafür ist, The Australian Financial Review, den Sydney Morning Herald und in Melbourne The Age herauszugeben. Fairfax hatte die Zeitung wie diverse andere Publikation in Australian Community Media (ACM) zusammengefasst. ACM wurde vor der Übernahme von Fairfax Media durch die vor allem durch ihren Fernsehsender bekannte Nine Entertainment Group an andere Interessen verkauft.
Am 31. März 1997 erschien erstmals eine Online-Ausgabe.